# Volpajola
 Volpajola  là một xã ở tỉnh Haute-Corse trên đảo Corse, Pháp. Xã này có diện tích 13 km², dân số năm 1999 là 366 người.
Thị trấn này có chung tổng Alto-di-Casaconi với Monte, Campile, Olmo, Prunelli-di-Casacconi, Ortiporio, Campitello, Canavaggia, Lento, Bigorno, Scolca, Crocicchia và Penta-Acquatella.